# 2902 Westerlund
2902 Westerlund eller 1980 FN3 är en asteroid upptäckt 16 mars 1980 av den svenske astronomen Claes-Ingvar Lagerkvist vid La Silla-observatoriet. 
Asteroiden har fått sitt namn efter Bengt Westerlund, föreståndare för Uppsala universitets astronomiska observatorium 1975–1987. Westerlund är välkänd för sitt arbete med Vintergatan och de Magellanska molnen. Han har även deltagit i sökandet efter småplaneter.
Den tillhör asteroidgruppen Flora.